# Droit maya
Le droit maya est la manière des Mayas de régler les litiges et d'orchestrer la vie en société. Les différentes communautés mayas au Yucatán et au Guatemala pratiquent ce droit entre autres dans le cadre de la juridiction spéciale qui leur est reconnue par les gouvernements étatiques.